# Alexandru Flechtenmacher
Alexandru Adolf Flechtenmacher (n. 23 decembrie 1823, Iași, Moldova – d. 28 ianuarie 1898, București, România) a fost un compozitor, violonist, dirijor și pedagog din Regatul României (mai precis din Vechiul Regat), autorul muzicii pentru Hora Unirii.

## Biografie
Alexandru Flechtenmacher a fost fiul juristului Christian Flechtenmacher (1785–1843), un jurist sas stabilit în Principatul Moldovei.

### Director muzical
În perioada 1 noiembrie 1864-1869 Alexandru Flechtenmacher a fost director la Conservatorul de Muzică și Declamațiune din București, instituție care a devenit ulterior Universitatea Națională de Muzică București.

### Compozitor
Este autorul primei operete românești, Baba Hârca, pe text de Matei Millo. Premiera a avut loc pe 26 decembrie 1848 la Teatrul Național din Iași, ca operată-vrăjitorie în două acte și trei tablouri. Matei Millo a interpretat rolul principal fiind și primul actor român care a jucat în travesti. Costumul este păstrat și astăzi la Muzeul Mihai Eminescu.
A compus, de asemenea, muzica pentru Hora Unirii, pe versurile scrise în 1855 de poetul Vasile Alecsandri, precum și primele vodeviluri și cuplete pentru piesele lui Vasile Alecsandri și cântece patriotice.
În perioada 1853-1858 Alexandru Flechtenmacher s-a stabilit la Craiova, unde a dirijat cu prioritate muzica compusă de el însuși. Dintre compozițiile sale se pot enumera: „opereta-vrăjitorie” Baba Hârca, melodrama națională cu cântece Cetatea Neamțului, operetele Crai Nou și Sacagiu, vodevilurile Fermecătorița (după George Sand), Cimpoiul dracului și Banii, gloria și amorul, drama cu muzică Zavera lui Tudor, opera în trei acte Fata de la Cozia, spectacolele cu muzică Banul Mărăcine și Iancu Jianu, căpitan de haiduci, feeria muzicală Fata aerului, compusă în colaborare cu Eduard Wachmann. Alexandru Flechtenmacher a mai compus și Imnul Școlii Centrale (fostul Liceu „Zoia Kosmodemianskaia”) din București.

## Compoziții
- Baba Hârca, operetă-vodevil în două acte (1848, Iași)
- Doi țărani și cinci cârlani, vodevil, după Constantin Negruzzi (1848, Iași)
- Barbu Lăutarul, după Vasile Alecsandri (1850, Iași)
- Scara mâței, vodevil (1850, Iași)
- Coana Chirița sau două fete și-o neneacă, vodevil, după Vasile Alecsandri (1850)
- Întoarcerea Coanei Chirița sau Coana Chirița în provincie, vodevil, după Vasile Alecsandri (1850, Iași)
- Hora Unirii, pe versurile lui Vasile Alecsandri (1857, Iași)[13]
- Banii, Gloria și Amorul, vodevil (1861, București)
- Răzvan și Vidra, dramă istorică în cinci acte, după Bogdan Petriceicu Hasdeu (1867, București)
- Fata de la Cozia, operă în trei acte după Dimitrie Bolintineanu (1870, neterminată)